# اهلاو
اهلاو (به لاتین: Ahlaw) یک منطقهٔ مسکونی در میانمار است که در ناحیه زاگاین واقع شده‌است.